# Tetrix sierrane
Tetrix sierrane là một loài côn trùng thuộc họ Tetrigidae. Đây là loài đặc hữu của Hoa Kỳ.